# MØ
Karen Marie Aagaard Ørsted Andersen, coneguda pel nom artístic de MØ, (Odense, 13 d'agost de 1988) és una cantant i compositora danesa, que va guanyar fama al seu país natal després de publicar una sèrie de senzills entre 2013 i 2014, que va incloure en el seu àlbum debut No Mythologies to Follow (2014). El disc es va posicionar en el número 2 de la llista d'àlbums danesos i va aconseguir la certificació d'or per les altes vendes. El seu posterior ascens a la fama a nivell mundial es va donar el 2015, quan va participar com a vocalista al senzill «Lean On», de Major Lazer amb DJ Snake, que va ser un èxit de popularitat en nombroses llistes d'arreu del món, com ara les d'Austràlia, Estats Units i Regne Unit. El 2015 «Lean On» va figurar com la cinquena cançó més venuda al món. La seva posterior col·laboració amb Major Lazer, «Cold Water» es va convertir en un altre èxit comercial i va figurar a les llistes musicals de diversos països.

## Biografia

### Infància i inicis artístics
Ørsted va néixer el 13 d'agost de 1988 a Odense, Dinamarca, i es va criar al llogaret d'Ubberud, als afores de la ciutat. Va ser la segona filla del matrimoni conformat per Mette Ørsted, una mestra, i un psicòleg. El seu germà gran, de nom Kaspar, és metge.
MØ no prové d'una família de músics, de manera que quan va tenir les seves aspiracions de ser una estrella pop a la dècada de 1990, va tenir dificultats, pel fet que no sabia a qui acudir per desenvolupar les seves habilitats artístiques. No obstant això, la família tenia un piano que havia heretat i per coincidència, un dels millors amics dels seus pares era músic; així, quan aquest anava a visitar-la li ensenyava a tocar l'instrument. MØ també va aprendre a tocar la guitarra durant la infantesa. La seva passió per la música va néixer a l'edat de set anys amb les Spice Girls, i es va tornar una aficionada de Spice (1996), que va obtenir com a regal d'aniversari, i sosté que Spice va ser el primer material discogràfic amb el qual «realment va sentir que podia identificar-se». Inspirada en la banda, va realitzar les seves primeres composicions, que va descriure com «cançons pop cursi», i el primer tema que va escriure el va titular «Because I Love You». La seva fascinació per les Spice Girls també la va motivar a integrar una banda amb les seves amigues de l'escola, i de vegades es quedaven després de classes per actuar a la sala música.

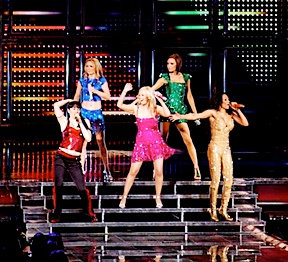
MØ es va interessar en la música gràcies a la seva afició pel grup anglès Spice Girls als anys 1990.

Durant l'adolescència, va deixar d'escoltar pop i va començar a tocar en bandes de grunge. Després el seu germà la va introduir a escoltar música punk, alhora que va començar a freqüentar el Cafè Zekés, una coneguda cafeteria a Odense que servia com a sala de reunions de política d'esquerra, en els quals va prendre part, igual que en un grup d'activisme feminista. A partir d'aquesta època, es va fascinar amb Black Flag i Sonic Youth, i la seva passió pel punk, la política d'esquerra i el feminisme, es va veure molt reflectit en la música del seu duo d'electropunk anomenat MOR, que va formar el 2007 a l'edat de disset anys amb una amiga de nom Josefine Struckmann Pedersen, a qui havia conegut als catorze quan va començar la seva lluita antifeixista. Juntes van realitzar petites gires de concerts per diversos països d'Europa. Pedersen afirma que la música era un mitjà eficaç per «mostrar el seu descontentament als partits racistes» i que era una cosa «molt natural» de fer per a elles. L'agost de 2009, el duo va publicar el seu primer disc de vinil titulat Fisse i dit fjæs, mitjançant els segells discogràfics Luk Roven i Mastermind Records. Al 2009, aproximadament, van ingressar a l'Acadèmia d'Art de Fiona; a Odense, on es va graduar al maig de 2013. Abans de culminar el seu entrenament de cinc anys, va aconseguir una passantia gràcies a un professor de l'escola d'art, i va anar a Nova York juntament amb Pedersen a realitzar les seves pràctiques amb la productora JD Samson, que va consistir en ajudar a la banda MEN, de Samson, amb el màrqueting i producció d'un disc EP. Elles van aprofitar la seva estada a Nova York per fer la major quantitat d'espectacles musicals possibles. Després d'haver culminat la passantia, les artistes van tornar al seu país natal el 2012, any en què la banda es va desintegrar, després d'haver llançat el seu segon EP Vanvidstimer al març de 2011.
MØ, després d'aconseguir una versió pirata de Logic amb un de les seves parelles, va començar a fer plans d'iniciar trajectòria com a solista. Al seu dormitori, va començar a realitzar composicions com «When I Saw His Cock», «Grease Em Up With Gravy Baby» i «A Piece of Music to Fuck to», inspirada en Peaches, Uffie i les artistes de rap daneses Lucy Love i Linkoban. Amb el temps, va començar a dur a terme presentacions musicals a les seus locals de punk, sota el nom artístic de MØ, que va adoptar el 2009, quan va ingressar a l'escola d'art. Explica que «va tractar de provocar tot el possible», «per a mi era una cosa súper política com la cultura juvenil ha embogit, així que m'estava expressant en aquest alter ego com una joveneta guarra, boja, dement. Crec que les persones estaven com: "Està sent de veritat?" "Fuma marihuana?". També sonava com a escombraries. Però va ser un moment». No obstant això, aproximadament el 2012, va aconseguir un mànager i aquest la va vincular amb el productor Ronni Vindahl. Quan Vindahl es va adonar que, a més de rapejar, podia cantar, li va suggerir gravar algunes veus per a ell, i junts van produir «Maiden», en la qual segons Vindahl, la intèrpret «va deixar d'amagar-se darrere del rap d'un alter ego i va mostrar una mica de veritable sentiment», fent al·lusió a les anteriors composicions de MØ, comentaris que la mateixa artista va reiterar en diverses entrevistes. «Maiden» es va estrenar a YouTube el maig de 2012 com el senzill debut de la cantant, i després d'això, va començar a cridar l'atenció dels mitjans de comunicació i crítics musicals danesos i estrangers. El 2012, enmig d'una entrevista amb la revista DIY, va comentar que volia fer una col·laboració amb Major Lazer, de manera que un lector tuitejà al productor Diplo sobre el desig de MØ, i aquest va estar d'acord. Després, els músics es van posar en contacte i es van reunir en un estudi de gravació a Amsterdam, i van realitzar la seva primera col·laboració que van titular «XXX 88». Per 2013, Spotify la va nomenar com un dels artistes revelació que causaria sensació durant aquell any i posteriorment la va tornar a incloure en el llistat de 2014.

### Ascens a la fama al seu país natal
A principis de 2013, va signar un contracte discogràfic amb RCA Victor, una filial de Sony, i durant aquest any, va tenir un gran desplegament publicitari amb el llançament d'una sèrie de senzills, i també va coescriure una cançó amb Avicii titulada «Dear Boy», inclosa a True (2013), per a la qual a més va participar vocalment, encara que sense crèdits. A l'octubre de 2013, va actuar com a telonera d'AlunaGeorge en una gira musical pel Regne Unit, i en el mateix mes, va publicar el seu primer EP Bikini Daze. A la cerimònia dels Gaffa-prisen de 2013, celebrada a finals d'any, va rebre les distincions artista femenina danesa de l'any i artista revelació danès de l'any, respectivament. Durant el 2013, la cantant va tenir notorietat, però no va ser fins a inicis de 2014 que va saltar a la fama al seu país natal amb «Pilgrim», després d'obtenir el lloc 11 de la llista de senzills danesa.

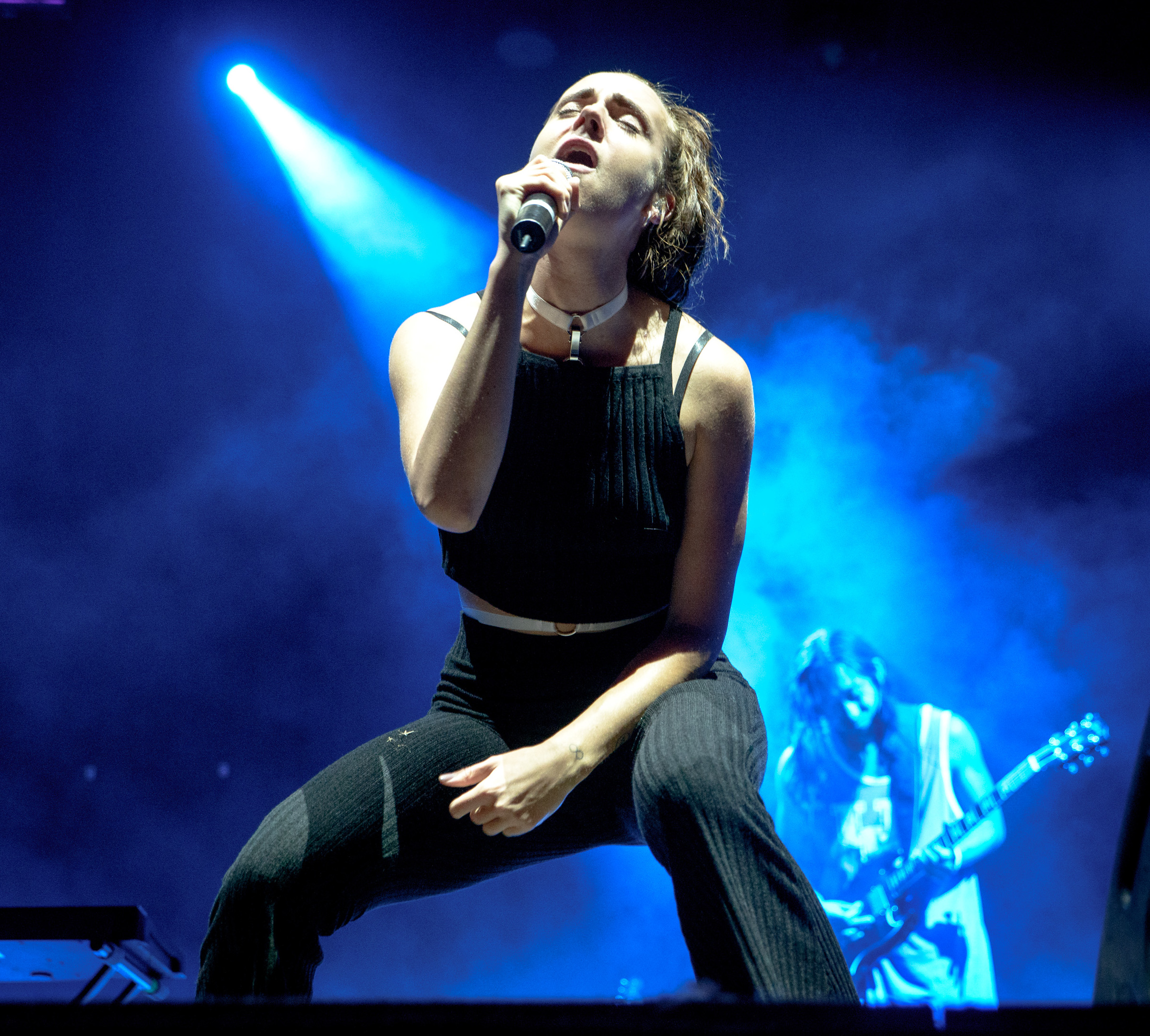
MØ en un espectacle musical a Islàndia el 2015.

El seu primer àlbum d'estudi No Mythologies to Follow, va sortir als mercats musicals el 10 de maig de 2014; produït principalment per Vindhal, i constava amb «XXX 88», la primera col·laboració de Mo amb Diplo. No Mythologies to Follow va entrar en la posició 2 de la llista d'àlbums danesos, on va rebre la certificació d'or per part de la IFPI de Dinamarca, que equival a 10000 exemplars venuts. «Do not Wanna Dance» i «Walk This Way», es van publicar com a talls de l'àlbum i van tenir notorietat al territori danès després d'ingressar a les posicions 25 i 33 de la classificació de senzills danesos, respectivament. Entre mitjans de maig i juny de 2014, es va embarcar com a acte d'obertura del cantant Erik Hassler en una gira musical de catorze concerts per Amèrica de Nord. A principis de juny de 2014 va fer el seu debut a la televisió estatunidenca a Jimmy Kimmel Live!, on va realitzar una actuació musical de «Do not Wanna Dance» i «Pilgrim».
A l'octubre de 2014 es va embarcar en una altra gira musical pel territori nord-americà amb més de vint presentacions. En aquest llavors, va col·laborar en el tema «Beg for It» d'Iggy Azalea, el qual va sortir a la venda el 24 d'octubre com el senzill líder de la reedició Reclassified. Un dia després de la publicació de «Beg for It», Azalea i MØ van fer la seva primera presentació al Saturday Night Live amb aquest tema. Enmig de l'actuació musical, el micròfon de MØ va tenir problemes tècnics, pel que va ser destruïda pels crítics musicals, entre ells Antoinette Bueno, d'Entertainment Tonight, qui ho va considerar «un dels moments en viu més vergonyosos de la història recent» del SNL. En resposta a la crítica, MØ va explicar que va experimentar dificultats tècniques amb el micròfon durant la presentació. Pensava que potser juntament amb Azalea aconseguiria la seva ambició professional de ser una estrella del pop, ja que, en aquell moment, la rapera comptava amb dos grans èxits mundials, «Fancy» i «Black Widow», però després de la seva pèssima posada en escena va pensar que havia arruïnat la seva carrera musical. Tot i que la crítica va publicar que «Beg for It» va ser un fracàs en comparació amb els previs senzills d'Azalea, va entrar al lloc 27 del rànquing d'èxits Hot 100 Billboard i va superar el milió de còpies als Estats Units, i va rebre la certificació de platí per part de la Recording Industry Association of America (RIAA). «Beg for It» li va donar la seva primera cançó entre els trenta principals del Hot 100. Al 2014, també va coescriure la cançó «All My Love» de Major Lazer, per a la qual Ariana Grande va prestar la seva veu. El tema es va incloure a la banda sonora de The Hunger Games: Mockingjay, Part 1 (2014). A finals de 2014, als Danish Music Awards de 2014, es va convertir en la màxima guanyadora de l'edició, després d'obtenir els guardons d'àlbum danès de l'any per No Mythologies to Follow, el de vídeo danès de l'any per «Walk This Way», el de solista danès de l'any i el d'artista revelació danès de l'any, respectivament. Al seu torn, a la cerimònia dels Gaffa-prisen, va guanyar quatre premis: millor artista femenina danesa, millor èxit danès per «Do not Wanna Dance», millor àlbum danès i millor llançament pop de l'any per No Mythologies to Follow.

### Èxit internacional
Després que Rihanna i Nicki Minaj van rebutjar participar en un tema titulat « Lean On » de la banda Major Lazer, el productor Diplo va suggerir a MØ prestar la seva veu al tema que, a més havia coescrit. «Lean On» va sortir a la venda el 2 de març de 2015 com el senzill principal del quart àlbum d'estudi de Major Lazer, Peace Is the Mission (2015). Per a la promoció del tema, el grup va publicar un videoclip filmat a Bombai, que d'acord amb Major Lazer és un homenatge a la gent de l'Índia i la cultura hindú que va flipar al grup quan va estar de gira per aquell país. En el vídeo es veu a l'artista, Major Lazer, DJ Snake i un conjunt de ballarins, realitzant una sèrie de coreografies a l'estil flanquejat inspirat en Bollywood. Aquest va generar molta controvèrsia, després de presentar de forma poc seriosa els símbols culturals de l'Índia, d'acord amb el periodista El Hunt, de DIY, i malgrat això, el vídeo va superar les mil milions de reproduccions a YouTube. Per a finals de 2015, va ser nomenada la cançó més reproduïda a la història de Spotify i per a principis de gener de 2016, superava les 600.000 de descàrregues continues. Al seu torn, «Lean On» va ser un èxit total en molts països, tant en vendes com en llistes de popularitat; va aconseguir el número 1 a la llista de senzills d'Austràlia, Irlanda, Nova Zelanda, Països Baixos i Dinamarca, per la qual cosa es va convertir en el primer tema de MØ que va entrar en la primera posició al seu país natal.
Quan Rihanna i Nicki Minaj van rebutjar «Lean On», Diplo va etiquetar la decisió d'ambdues com «una benedicció disfressada». «[MØ] sona millor del què hagués sonat qualsevol en aquella gravació.».  

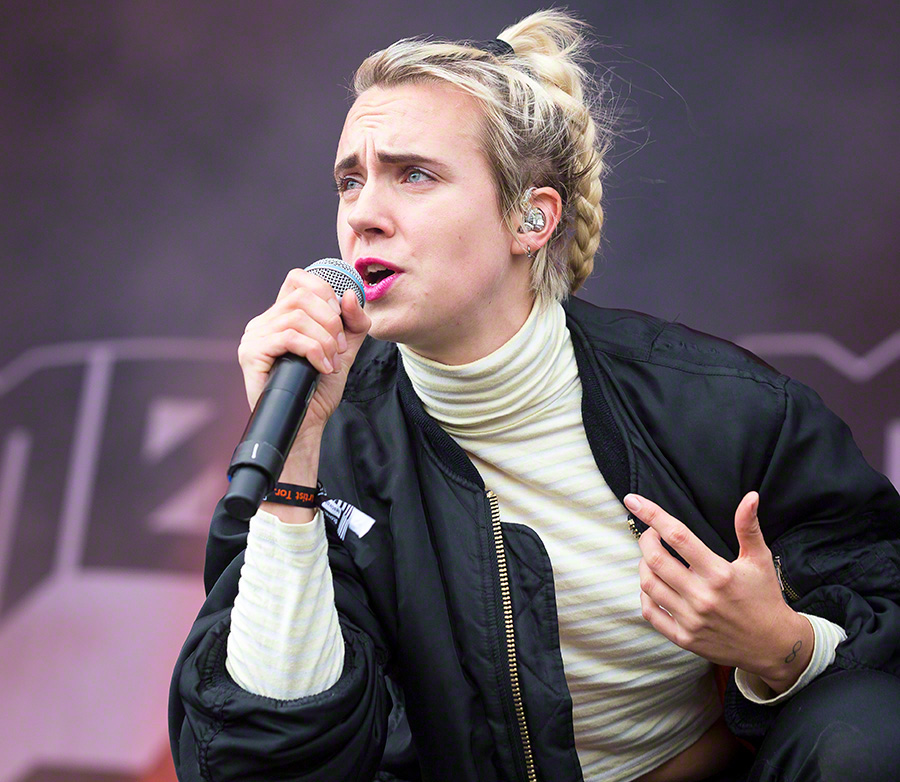
MØ al festival Stavernfestivale de Noruega el 2016.

Al Regne Unit, «Lean On» va ingressar al número 2 de la classificació britànica de senzills, i a l'informe de vendes de The Official UK Charts Company de 2015, va aparèixer com la setena més venuda de l'any. Per febrer de 2016, «Lean On» superava l'1'2 milió d'unitats venudes al Regne Unit, pel que va aconseguir la certificació discogràfica de doble platí per la Indústria Fonogràfica Britànica (BPI). D'altra banda, als Estats Units va entrar a la número 4 del Billboard Hot 100, per la qual cosa es va convertir en el primer tema de MØ que va entrar en les deu principals del llistat d'èxits i d'altra banda va passar a ser el cinquè artista d'origen danès que va obtenir un senzill entre les deu millors posicions del Hot 100, darrere de Jørgen Ingmann amb «Apache» el 1961, Bent Fabricius-Bjerre amb «Alley Cat» el 1962, White Lion amb «When the Children Cry» el 1988, i Aqua amb «Barbie Girl» el 1997. Així mateix, a la llista de música dance/electrònica de Billboard, va perdurar vint-i-tres setmanes en la posició número 1, pel que va passar a ser una de les cançons amb la més llarga durada en aquest llistat musical. «Lean On» va rebre la certificació discogràfica de quàdruple platí als Estats Units per la Recording Industry Association of America (RIAA), per vendes estimades de quatre milions de còpies. D'acord amb la IFPI, «Lean On» va ser la cinquena cançó més venuda de 2015 a tot el món amb 13.100.000 de còpies.
Als NRJ Music Awards 2015, celebrats al novembre a França, els artistes van realitzar una presentació de «Lean On», i van estar nominats a la cançó internacional de l'any i vídeo de l'any. D'altra banda, als MTV Video Music Awards de 2015 va optar a la cançó de l'estiu, als MTV Europe Music Awards de 2015 com a millor cançó i als BBC Music Awards 2015 com a cançó de l'any, respectivament. Per als Danish Music Awards de 2015, va ser candidata a l'artista danès en viu de l'any i a l'èxit internacional de l'any per la seva col·laboració «Lean On». Al 2016, «Lean On» va guanyar el guardó a la millor cançó dance/electrònica als Billboard Music Awards.
A principis d'octubre de 2015, MØ va anunciar que el primer senzill del seu segon àlbum d'estudi, «Kamikaze», produït per Diplo, seria publicat als mercats musicals el 15 del mateix mes. I va aconseguir el lloc setze entre les vint principals de la llista de senzills danesa. L'artista posteriorment al març de 2016, va estrenar el segon tall del disc, titulat «Final Song», que va coescriure amb Noonie Bao i MNEK, i produïda per aquest últim. Segons MØ és una cançó que parla sobre «tornar a connectar amb la teva força interior. Amb el teu brillantor interior, passió, esperit animal […] la força que ens fa seguir endavant i fer el que ens agrada. «Final Song» va passar a ser el seu primer èxit internacional com a artista principal, després d'obtenir posicions favorables en diverses llistes de popularitat, com la del Regne Unit, on es va convertir en el seu primer senzill que va ingressar a les vint principals de la llista musical britànic, després de posicionar-se en el número catorze. Al març, l'artista també va anunciar una gira de tardor que començaria a l'octubre i culminaria a finals de desembre de 2016, i que recorreria Europa i Amèrica de Nord. Així mateix, entre abril i setembre de 2016, va portar a terme un seguit actuacions en festivals com el Coachella, Glastonbury, Roskilde, Rock Werchter, WayHome, Lovebox, Summer Sonic i el Bestival, entre d'altres.
El 22 de juliol de 2016, Major Lazer va publicar «Cold Water», que comptava amb la participació vocal de Justin Bieber i MØ. L'èxit comercial i en classificacions de popularitat de «Cold Water» va resultar ser positiu, i es va 'situar en la posició número 1 de les llistes musicals de tretze països, incloent Regne Unit, per la qual cosa es va convertir en el primer senzill número 1 de MØ, i va passar a ser la quarta artista de Dinamarca que va obtenir el número 1 al Regne Unit. Al seu torn, va marcar una fita a la indústria musical britànica, ja que va ser la segona artista d'origen danès que va aconseguir la primera posició de la llista de senzills britànica en un mateix any, després de Lukas Graham amb el seu èxit internacional «7 Years». En total ell va passar cinc setmanes al números 1 de senzills britànica i per les seves altes vendes en aquest territori va rebre un certificat or per la BPI. Al continent oceànic també va tenir notorietat, i va donar a MØ el seu segon número u a la llista de senzills d'Austràlia. D'altra banda, als Estats Units es va convertir en el segon senzill de l'artista que va entrar als deu principals del Billboard Hot 100, després d'obtenir el lloc número 2.

## Context musical

### Influències
«Les Spice Girls van ser la raó per la qual volia ser una música. Sé que només era una nena petita d'entre set i vuit anys, però va ser el motiu pel qual vaig començar a fer música. Estava molt obsessionada amb elles […] No em vaig assabentar aleshores, però la música es va convertir en la meva forma d'expressar-me».  
Relata que ha estat inspirada per moltes coses al llarg de la seva vida. Quan nena, era una aficionada a les Spice Girls i a altres músics i bandes de pop com Cher i Vengaboys. Després en la seva adolescència era una fanàtica de Black Flag, Sonic Youth, Nirvana, The Smashing Pumpkins i The Clash, i al voltant dels dinou anys es va interessar pel rap i l'electrònica, escoltant artistes com M.I.A., Santigold, entre d'altres. A part dels artistes abans esmentats, afirma que els següents Yeah Yeah Yeahs, Major Lazer, Santigold, J Dilla, Twin Shadow, Little Dragon i Lykke Li també es troben entre les seves influències musicals.
Segons Mo, la cantant Peaches, a qui considera un dels seus ídols musicals, va ser la va inspirar el rap del seu alter ego. A més al·lega que la «va ensenyar a dir males paraules i ser vulgar al davant d'altres persones». Així mateix, elogia Kim Gordon i la descriu com el seu «més gran icona d'estil». Conta que tracta de no escoltar molta música per no ser massa influenciada en això. No obstant això, afirma que de tant en quan escolta alguns dels seus artistes favorits. Per a ella, una combinació entre Ray Charles, Kim Gordon i Karen O crearien el seu vocalista favorit de tots els temps.

## Discografia

### Àlbums

#### Àlbums d'estudi
| Any  | Àlbum                                            | Posicionament en llistes | Posicionament en llistes | Posicionament en llistes | Posicionament en llistes | Posicionament en llistes | Posicionament en llistes | Certificacions |
| Any  | Àlbum                                            | DIN                      | BEL (Flandes)            | BEL (Valònia)            | FRA                      | IRL                      | RU                       | Certificacions |
| ---- | ------------------------------------------------ | ------------------------ | ------------------------ | ------------------------ | ------------------------ | ------------------------ | ------------------------ | -------------- |
| 2014 | No Mythologies to Follow - Publicació: 7 de març | 2                        | 107                      | 83                       | 161                      | 76                       | 58                       | - DIN: Platí   |

### Senzills

#### Com a artista principal
| Any | Senzill                     | Posicions en llistes | Posicions en llistes | Posicions en llistes | Posicions en llistes | Posicions en llistes | Posicions en llistes | Posicions en llistes | Posicions en llistes | Posicions en llistes | Certificacions                                                                         | Àlbum                    |
| Any | Senzill                     | ALE                  | AUS                  | BEL (Flandes)        | DIN                  | ITA                  | NOR                  | NZL                  | RU                   | SUE                  | Certificacions                                                                         | Àlbum                    |
| --- | --------------------------- | -------------------- | -------------------- | -------------------- | -------------------- | -------------------- | -------------------- | -------------------- | -------------------- | -------------------- | -------------------------------------------------------------------------------------- | ------------------------ |
| 2013 | «Glass»                     | —                    | —                    | —                    | —                    | —                    | —                    | —                    | —                    | —                    |                                                                                        | No Mythologies to Follow |
| 2013 | «Pilgrim»                   | —                    | —                    | —                    | 11                   | —                    | —                    | —                    | —                    | —                    | - DIN: Platí                                                                           | No Mythologies to Follow |
| 2013 | «Waste of Time»             | —                    | —                    | —                    | —                    | —                    | —                    | —                    | —                    | —                    |                                                                                        | No Mythologies to Follow |
| 2013 | «XXX 88» (amb Diplo)        | —                    | —                    | —                    | —                    | —                    | —                    | —                    | —                    | —                    |                                                                                        | No Mythologies to Follow |
| 2014 | «Don't Wanna Dance»         | —                    | —                    | —                    | 25                   | —                    | —                    | —                    | —                    | —                    | - DIN: Or                                                                              | No Mythologies to Follow |
| 2014 | «Walk This Way»             | —                    | —                    | —                    | 33                   | —                    | —                    | —                    | 170                  | —                    |                                                                                        | No Mythologies to Follow |
| 2015 | «Kamikaze»                  | —                    | 91                   | 30                   | 16                   | —                    | —                    | —                    | 183                  | —                    | - DIN: Platí                                                                           | Per anunciar             |
| 2016 | «Final Song»                | 16                   | 12                   | 37                   | 4                    | 38                   | 9                    | 20                   | 14                   | 42                   | - ALE: Platí - AUS: 2× Platí - DIN: Platí - ITA: Platí - NZL: Or - RU: Or - SUE: Platí | Per anunciar             |
| 2016 | «Drum»                      | —                    | —                    | 21                   | —                    | —                    | 48                   | 119                  | —                    | —                    |                                                                                        | Per anunciar             |
| 2017 | «Don't Leave» (i Snakehips) | 92                   | 45                   | 12                   | —                    | 22                   | 41                   | 33                   | 78                   | —                    |                                                                                        | Per anunciar             |
| 2017 | «Nights with You»           | —                    | 73                   | —                    | 21                   | —                    | —                    | —                    | —                    | 97                   |                                                                                        | Per anunciar             |
| «—» indica que el senzill no es va publicar o no es va posicionar en aquell territori, o bé, no va rebre cap certificació. |                             |                      |                      |                      |                      |                      |                      |                      |                      |                      |                                                                                        |                          |

#### Com a artista convidada
| 2014 | «One More» (Elliphant amb MØ)                     | — | —  | — | —  | — | —  | — | — | — | —   | — | | Living Life Golden              |
| 2014 | «Beg for It» (Iggy Azalea amb MØ)                 | — | 29 | — | 44 | — | 27 | — | — | — | 111 | — | - EUA: Platí | Reclassified                    |
| 2015 | «Lean On» (Major Lazer i DJ Snake amb MØ)         | 4 | 1  | 2 | 3  | 1 | 4  | 3 | 3 | 1 | 2   | 2 | - ALE: 3× Or - AUS: 6× Platí - BEL: 2× Platí - CAN: 2× Platí - DIN: 4× Platí - EUA: 4× Platí - ITA: 6× Platí - NOR: 3× Platí - NZL: 4× Platí - UK: 2× Platí - SUE: 6× Platí | Peace Is the Mission            |
| 2015 | «Lost» (Major Lazer amb MØ)                       | — | —  | — | —  | — | —  | — | — | — | —   | — | | Peace Is the Mission (Extended) |
| 2016 | «Cold Water» (Major Lazer amb Justin Bieber i MØ) | 2 | 1  | 4 | 1  | 2 | 2  | 1 | 1 | 1 | 1   | 1 | - AUS: 3× Platí - BEL: Platí - CAN: 3× Platí - DIN: 2× Platí - EUA: 2× Platí - ITA: 3× Platí - NZL: 2× Platí - RU: Platí                                                    | Music Is the Weapon             |
| «—» indica que el senzill no es va publicar o no es va posicionar en aquell territori, o bé, no va rebre cap certificació. |                                                   |   |    |   |    |   |    |   |   |   |     |   | |                                 |

## Gires musicals

### Telonera
- Body Music tour (2013) d'AlunaGeorge

## Premis i nominacions
| Any  | Premis                   | Categoria                         | Nominació                                 | Resultat   | Ref.    |
| ---- | ------------------------ | --------------------------------- | ----------------------------------------- | ---------- | ------- |
| 2013 | Gaffa-prisen             | Artista femenina danesa de l'any  | MØ                                        | Guanyadora | [ 19 ]  |
| 2013 | Gaffa-prisen             | Artista revelació danesa de l'any | MØ                                        | Guanyadora | [ 19 ]  |
| 2014 | Danish Music Awards      | Solista danesa de l'any           | MØ                                        | Guanyadora | [ 27 ]  |
| 2014 | Danish Music Awards      | Artista revelació danesa de l'any | MØ                                        | Guanyadora | [ 27 ]  |
| 2014 | Danish Music Awards      | Vídeo danès de l'any              | «Walk This Way»                           | Guanyadora | [ 27 ]  |
| 2014 | Danish Music Awards      | Àlbum danès de l'any              | No Mythologies to Follow                  | Guanyadora | [ 27 ]  |
| 2014 | Gaffa-prisen             | Millor àlbum danès                | No Mythologies to Follow                  | Guanyadora | [ 28 ]  |
| 2014 | Gaffa-prisen             | Millor publicació pop de l'any    | No Mythologies to Follow                  | Guanyadora | [ 28 ]  |
| 2014 | Gaffa-prisen             | Millor artista femenina danesa    | MØ                                        | Guanyadora | [ 28 ]  |
| 2014 | Gaffa-prisen             | Millor èxit danès                 | «Don't Wanna Dance»                       | Guanyadora | [ 28 ]  |
| 2015 | MTV Video Music Awards   | Cançó de l'estiu                  | «Lean On» (Major Lazer amb DJ Snake i MØ) | Nominada   | [ 44 ]  |
| 2015 | MTV Europe Music Awards  | Millor cançó                      | «Lean On» (Major Lazer amb DJ Snake i MØ) | Nominada   | [ 45 ]  |
| 2015 | Gaffa-prisen             | Millor èxit internacional         | «Lean On» (Major Lazer amb DJ Snake i MØ) | Guanyadora | [ 103 ] |
| 2015 | BBC Music Awards         | Cançó de l'any                    | «Lean On» (Major Lazer amb DJ Snake i MØ) | Nominada   | [ 46 ]  |
| 2015 | NRJ Music Awards         | Cançó internacional de l'any      | «Lean On» (Major Lazer amb DJ Snake i MØ) | nominada   | [ 43 ]  |
| 2015 | NRJ Music Awards         | Vídeo de l'any                    | «Lean On» (Major Lazer amb DJ Snake i MØ) | Nominada   | [ 43 ]  |
| 2015 | Danish Music Awards      | Èxit internacional de l'any       | «Lean On» (Major Lazer amb DJ Snake i MØ) | Nominada   | [ 47 ]  |
| 2015 | Danish Music Awards      | Artista danès en viu de l'any     | MØ                                        | Nominada   | [ 47 ]  |
| 2016 | Billboard Music Awards   | Millor cançó dance/electrònica    | «Lean On» (Major Lazer amb DJ Snake i MØ) | Guanyadora | [ 49 ]  |
| 2016 | iHeartRadio Music Awards | Cançó dance de l'any              | «Lean On» (Major Lazer amb DJ Snake i MØ) | Nominada   | [ 104 ] |